# Cañada de Alferes
Cañada de Alferes es una pequeña localidad ubicada en el municipio de Lerma, en el Estado de México.
Cañada de Alferes se encuentra en las elevaciones de la Sierra de las Cruces, rodeada de bosques y en las inmediaciones del parque nacional Insurgente Miguel Hidalgo y Costilla o "La Marquesa", sus coordenadas geográficas son 19°19′19″N 99°24′57″O / 19.32194, -99.41583 y se encuentra a una altitud de 2930 metros sobre el nivel del mar, su comunicación con otras poblaciones del municipio, como Salazar, San Francisco Xochicuautla, Santiago Analco y Santa María Atarasquillo es por caminos de terracería y por una carretera estatal que lo enlaza con la Carretera Federal 15, la autopista México-Toluca.
Cañada de Alferes es una localidad dedicada a actividades de explotación forestal y pequeña agricultura, existen además ranchos y casas de campo; de acuerdo a los resultados del Conteo de Población y Vivienda de 2005 realizado por el Instituto Nacional de Estadística y Geografía tiene un total de 303 habitantes, de los cuales 153 son hombres y 150 son mujeres.